# Peter Schidlof
 (décembre 2024).
Si vous disposez d'ouvrages ou d'articles de référence ou si vous connaissez des sites web de qualité traitant du thème abordé ici, merci de compléter l'article en donnant les références utiles à sa vérifiabilité et en les liant à la section « Notes et références ».
Peter Schidlof, né (Hans Schidlof)  le 9 juillet 1922  à Göllersdorf, près de Vienne dans une famille juive, et mort le  15 août 1987 en Cumbria, est un altiste austro-britannique. Il est cofondateur du quatuor Amadeus.